# Osservatorio Valmeca
| 18167 Buttani | 6 agosto 2000 |

L'osservatorio Valmeca (in francese Observatoire Valmeca) è un osservatorio astronomico francese situato nel comune di Puimichel alle coordinate 43°58′53.15″N 6°02′09.96″E. Il suo codice MPC è 184 Valmeca Observatory.
Il Minor Planet Center gli accredita la scoperta di cinque asteroidi effettuate tra il 2000 e il 2004. 